# Ellen Churchová
Ellen Church (22. září 1904 Cresco – 22. srpna 1965 Terre Haute) byla americká zdravotní sestra a pilotka. Chtěla pilotovat dopravní letadla, ale v její době nebylo toto povolání považováno za vhodné pro ženy, proto se stala první ženskou letuškou. Podařilo se jí přesvědčit společnost Boeing Air Transport, že využívání zdravotních sester jako letušek zvýší bezpečnost letů a pomůže rozptýlit strach veřejnosti z létání. Kvůli zranění při autonehodě ale musela po osmnácti měsících kariéru letušky ukončit a vrátila se ke své původní profesi zdravotní sestry. Během druhé světové války se jako kapitánka armádního zdravotnického sboru vrátila opět k létání. Za své válečné zásluhy obdržela řadu vojenských vyznamenání. Po válce pokračovala v kariéře zdravotní sestry v Terre Haute ve státě Indiana.

## Biografie
Church se narodila 22. září 1904 v Crescu ve státě Iowa. Už jako malá se rozhodla, že až bude velká, naučí se létat. Po absolvování střední školy v Crescu vystudovala ošetřovatelství, pracovala v nemocnici v San Franciscu a ve volném čase se učila létat. Steve Stimpson, ředitel sanfranciské pobočky společnosti Boeing Air Transport (BAT, nyní United Airlines), ji nechtěl zaměstnat jako pilotku, ale zaujal ho její návrh, aby se na palubách letadel objevily zdravotní sestry a tím by se u cestujících vyvolat pocit, že létání je bezpečné. V roce 1930 se Church stala hlavní letuškou ve společnost BAT a na tříměsíční zkušební dobu najala sedm dalších dívek.
Letušky musely být registrované zdravotní sestry, svobodné, mladší 25 let, a protože tehdejší letadla měla úzké uličky a nízké stropy, musely vážit méně než 115 liber (52 kg) a měřit méně než 5 stop a 4 palce (1,63 m). Kromě péče o cestující měly v případě potřeby pomáhat se zavazadly, tankováním paliva a asistovat pilotům při tlačení letadel do hangárů. Za tuto práci dostávaly slušný plat 125 dolarů měsíčně.
Church se stala první ženou letuškou, před ní pracoval v této profesi v roce 1912 Němec Heinrich Kubis. Dne 15. května 1930 nastoupila na palubu Boeingu 80A k dvacetihodinovému letu z Oaklandu/San Francisco|San Francisca do Chicaga s 13 mezipřistáními a 14 cestujícími. Novinka měla obrovský úspěch, služby letušek se cestujícím líbily a ostatní letecké společnosti následovaly příkladu BAT a brzy také začaly letušky zaměstnávat.
Nicméně Church byla nucena po osmnácti měsících kvůli zranění při autonehodě létání ukončit. Tím však její kariéra ve vzduchu neskončila. Získala bakalářský titul v oboru ošetřovatelství na univerzitě v Minnesotě a dál se věnovala práci zdravotní sestry. V roce 1936 se stala vedoucí pediatrie v okresní nemocnici v Milwaukee.
V roce 1942 se vrátila k létání, jako kapitánka armádního zdravotnického sboru během druhé světové války pomáhala s leteckou evakuací zraněných vojáků z Afriky a Itálie. Díky svým zkušenostem s prací v nemocnicích a organizováním letušek byla povolána k výcviku evakuačních sester pro invazi do Francie v Den D v roce 1944. Za své válečné hrdinství obdržela řadu vojenských vyznamenání.
Po válce Church pokračovala opět v kariéře zdravotní sestry v Terre Haute ve státě Indiana, kde se stala ředitelkou ošetřovatelské péče v nemocnici Union Hospital. V roce 1964 se provdala za Leonarda Briggse Marshalla, prezidenta První národní banky v Terre Haute. Zemřela v roce 1965 na následky zranění po pádu z koně.